# Făncica
Făncica – wieś w Rumunii, w okręgu Bihor, w gminie Abrămuț. W 2011 roku liczyła 339
mieszkańców.